# Coaraci
Coaraci – miasto i gmina w Brazylii, w stanie Bahia. Znajduje się w mezoregionie Sul Baiano i mikroregionie Ilhéus-Itabuna.